# Todd Young
Todd Young (Lancaster, 1972. augusztus 24. –) amerikai politikus, szenátor (Indiana, 2017 – ). A Republikánus Párt tagja.

## Pályafutása
Young az indianai Carmelben végezte el a középiskolát 1990-ben. 1990-91-ben a haditengerészetnél szolgált, majd az annapolisi Haditengerészeti Akadémián tanult, ahol 1995-ben végzett. 1995-től 2000-ig a tengerészgyalogságnál szolgált. Eközben MBA végzettséget szerzett a Chicagói Egyetemen 2000-ben, 2001-ben pedig a Londoni Egyetemen szerzett posztgraduális végzettséget. 2001-től 2003-ig Richard Lugar indianai szenátor stábjában dolgozott. 2006-ban jogi végzettséget szerzett az Indianai Egyetemen, majd 2007-től 2010-ig ügyész volt az indianai Orange megyében.
2010-ben sikerrel indult a képviselőválasztáson, és mivel kétszer újraválasztották, 2011. január 3-tól 2017. január 3-ig képviselte Indianát a washingtoni Képviselőházban. 2016-ban szenátorrá választották. 2017. január 3-án kezdődött mandátuma 2023. január 3-án jár le.